# Tintura dei capelli

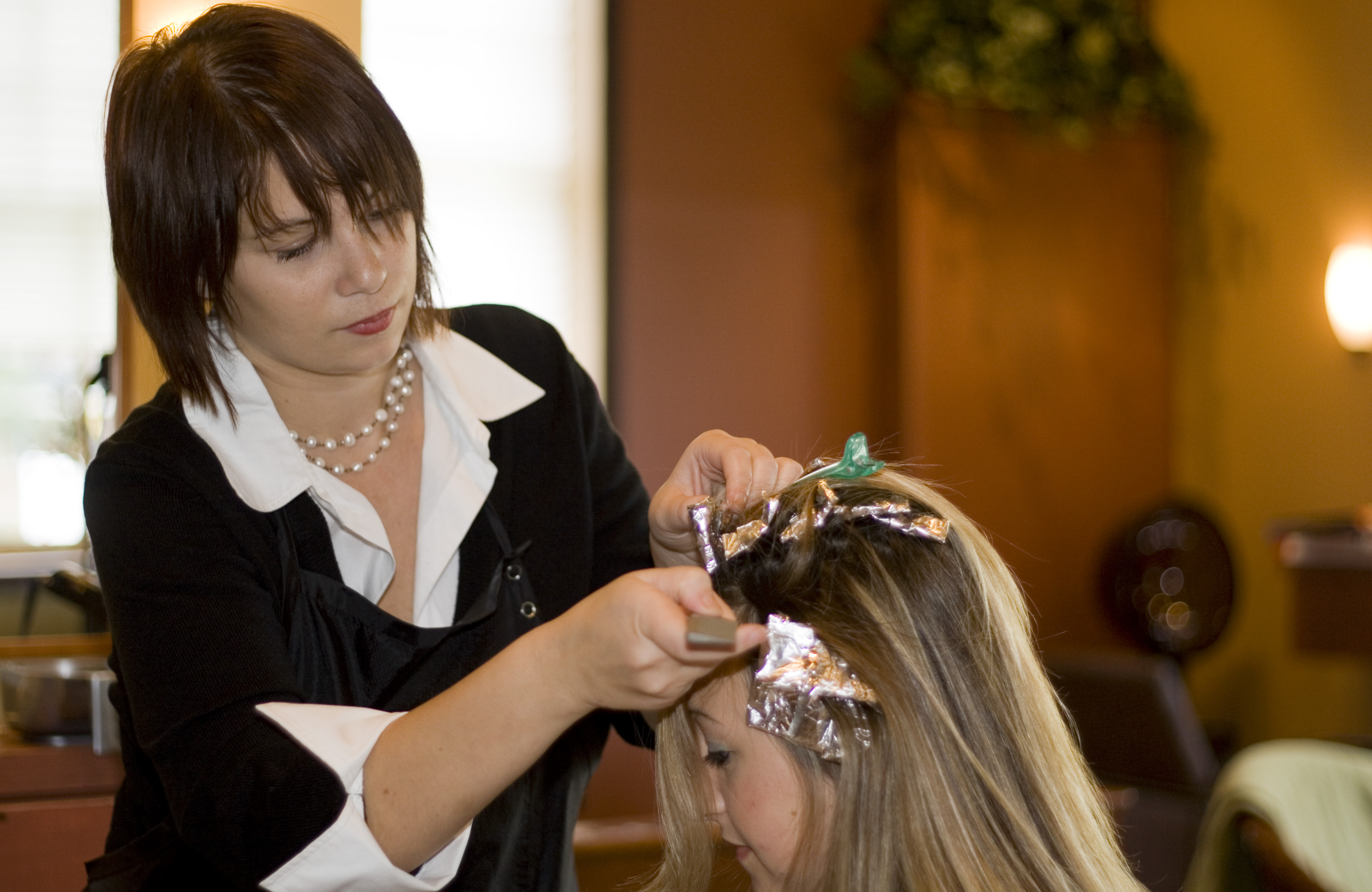
Una parrucchiera impegnata nella tintura dei capelli di una cliente.

La tintura dei capelli è una tecnica con la quale viene colorato o decolorato il colore naturale dei capelli. Viene utilizzata per molteplici scopi che possono andare dalla copertura dei capelli bianchi, al ripristino del colore originale, "scolorito" in seguito ad altri trattamenti. Frequentemente il suo utilizzo però è quello di creare un nuovo look, tramite il cambio del colore dei capelli.

## Tipi di tinture

### Colorazione temporanea
È un tipo di tintura, applicata nella forma di shampoo colorante, o lozione, che fa mantenere il colore ai capelli per un tempo breve che se ne va normalmente dopo il primo lavaggio. Nel caso delle colorazioni temporanee, vengono utilizzati prodotti con un elevato peso molecolare, che semplicemente si appoggiano sulla cuticola del capello e quindi vengono rimossi facilmente.

### Colorazione semipermanente
Rispetto alla colorazione temporanea, quella semipermanente deve resistere ad un numero di lavaggi superiore, normalmente dai 4 agli 8 lavaggi. Lo scopo principale è quello di colorare i capelli bianchi o dare maggiore tono al colore naturale, ma non possono schiarire i capelli. Di conseguenza l'applicazione di colorazioni semipermanenti non richiede alcuna modifica preliminare (richiesta invece nel caso della colorazione permanente).

### Colorazione permanente
Le tinture permanenti contengono vari composti in grado di reagire tra loro per dare polimeri colorati. Di per sé, quindi, questi composti non sono colorati ma acquisiscono tale caratteristica soltanto dopo una reazione chimica in situ, quindi all'interno del capello. Le formulazioni delle tinture permanenti che si trovano in commercio sono, in linea di massima, così composte: una parte in cui si trovano i coloranti primari (che sono sempre para), i copulanti (che sono sempre meta), l'ammoniaca, delle sostanze tampone per mantenere un pH basico, e un antiossidante per evitare l'ossidazione dei coloranti; la seconda parte è invece composta da agenti ossidanti come l'acqua ossigenata pura o addizionata con urea. Le tinture permanenti presentano dei vantaggi e degli svantaggi. Gli aspetti positivi sono: ampio range di colorazioni e sfumature; coprono perfettamente i capelli bianchi; sono prodotti economici; sono molto facili da utilizzare. L'unico svantaggio è che possono causare allergie o irritazioni.

### Decolorazione
La decolorazione è un processo chimico simile a quello della normale colorazione, ma che anziché "depositare" il colore all'interno del fusto del capello, fa in modo che vengano disperse le molecole di colore naturali, facendo conseguentemente "perdere" il colore originale dei capelli, che tenderà a schiarirsi. Più tempo il decolorante viene lasciato agire, più molecole andranno disperse, e più chiaro sarà il risultato finale. Si tratta di un trattamento indispensabile quando si vuole passare da un colore scuro ad uno più chiaro (per esempio, dai capelli neri al biondo).
Esistono una serie di rimedi naturali che permettono di schiarire i capelli, senza arrivare alla decolorazione (possibile solo con la chimica).

## Colori esotici

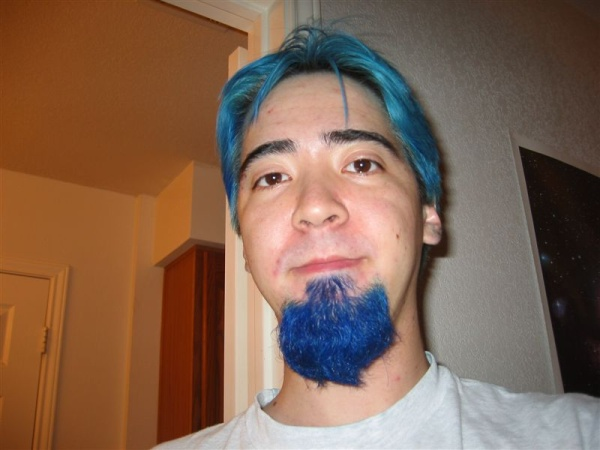
Barba e capelli tinti di blu

La maggior parte delle tinture per capelli tende a ricreare un colore naturale dei capelli, normalmente biondo, rosso, castano o nero. Tuttavia esistono prodotti designati appositamente per tingere i capelli di colori non naturali e quindi disponibili in qualunque tonalità. Fanno parte della cultura punk, ma oggi questo tipo di prodotti sono venduti in tutti i negozi di forniture per parrucchieri. Il metodo di applicazione del colore è il medesimo di quello delle tinte normali.